# Rudolf I van Würzburg

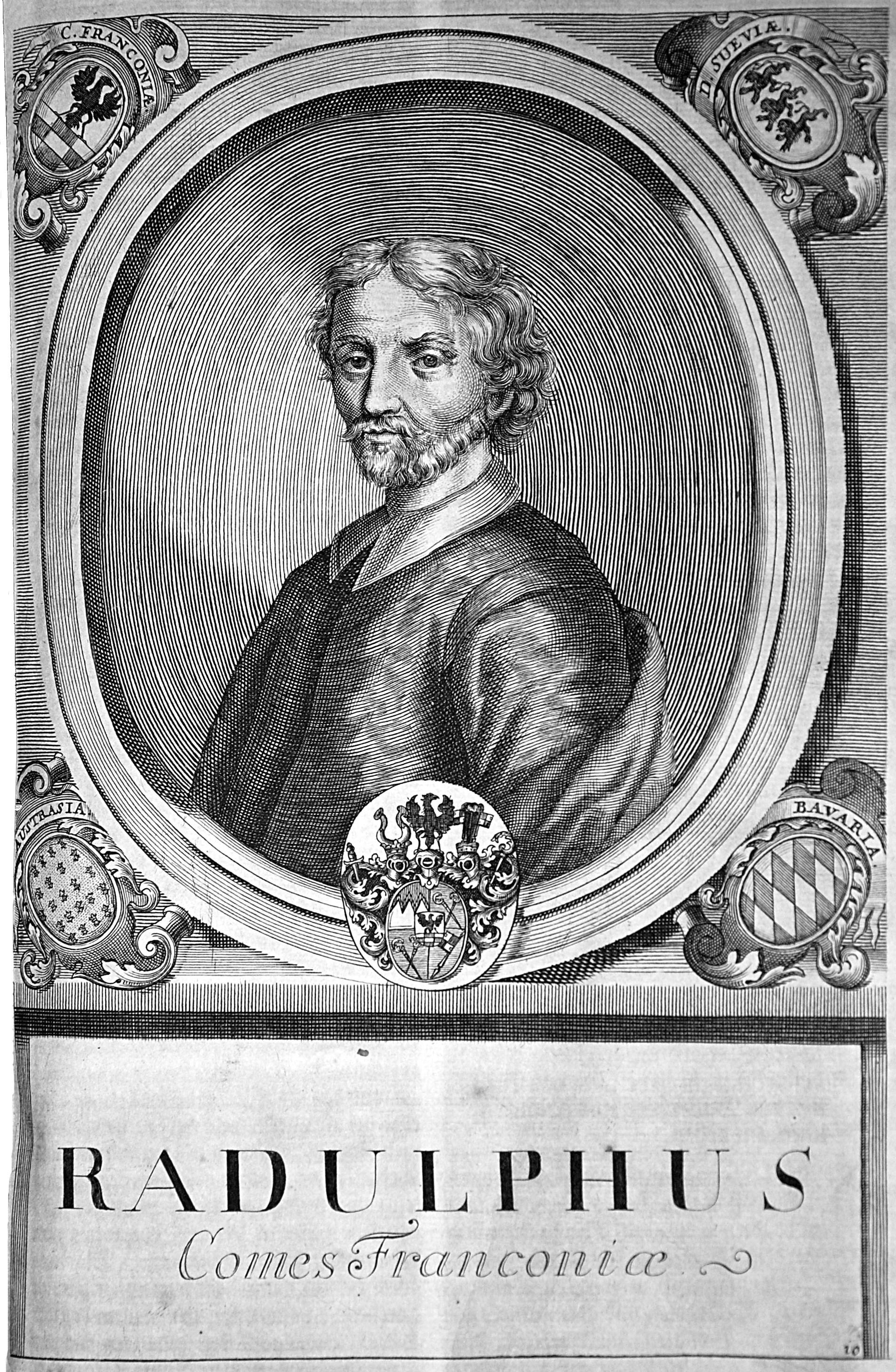
Afbeelding van Rudolf I van Würzburg (1710).

Rudolf I van Würzburg (voor 874 - 3 augustus 908 in Thüringen) was in de periode 892-908 bisschop van Würzburg. Hij kwam als derde zoon van graaf Udo van de Lahngouw ter wereld in het geslacht van de Konradijnen. 
Rudolf was de jongere broer van Koenraad de Oudere en de latere hertog van Lotharingen Gebhard en daarmee een van de weinige familieleden van keizer Arnulf en diens zoon Lodewijk het Kind. De keizer steunde in zijn strijd tegen de Frankische Babenbergers (zie Babenbergse vete) sterk op de Konradijnse broers, die na de dood van de keizer een dominante rol in het Oost-Frankische Rijk zouden gaan spelen. 
Na de val van de Babenbergse markgraaf Poppo van Thüringen werd Koenraad de Oudere diens opvolger. Rudolf werd tot bisschop van Würzburg benoemd. Hierdoor vormden de twee broers de dominante macht in de aangrenzende gebieden Thüringen en Main-Franken. Deze gebieden vormden naast de oude familiemachtsbasis in Hessen de ruggengraat van de macht van de Konradijnen. Later kwam  Lotharingen daar nog bij als een welkome compensatie voor het aan de Liudolfingen verloren gegane Thüringen. Deze gebieden vormden ook de hausmacht van Koenraads zoon Koenraad de Jongere, die als opvolger van Lodewijk het Kind in 911 onder de naam Koenraad I tot koning van Duitsland werd gekozen. 
Rudolf viel op 3 augustus 908 in Thüringen in de strijd tegen de Magyaren.

## Voetnoten
1. ↑  Onder de aanname dat hij ten minste 18 jaar oud was toen hij bisschop werd.

- Gemeinsame Normdatei: 123676770
- Virtual International Authority File: 10760312